# Новий Барткув
Новий Барткув (пол. Nowy Bartków) — село в Польщі, у гміні Корчев Седлецького повіту Мазовецького воєводства.
Населення — 256 осіб (2011).
У 1975-1998 роках село належало до Седлецького воєводства.

## Демографія
Демографічна структура станом на 31 березня 2011 року:
|          | Загалом | Допрацездатний вік | Працездатний вік | Постпрацездатний вік |
| -------- | ------- | ------------------ | ---------------- | -------------------- |
| Чоловіки | 137     | 17                 | 101              | 19                   |
| Жінки    | 119     | 19                 | 62               | 38                   |
| Разом    | 256     | 36                 | 163              | 57                   |